# Ernst Heinkel Flugzeugwerke
Ernst Heinkel Flugzeugwerke var en tysk flyfabrik som blev etableret i Warnemünde i 1922 og som havde sin storhedstid i perioden før og under 2. verdenskrig.

Mest kendte flytyper er:
- Heinkel H.E.8 – 1-motors monoplan fra 1920'erne
- Heinkel HE-51 – 1-motors biplan fra 1920'erne
- Heinkel He 59 – 2-motors søfly fra 1920'erne
- Heinkel He 100 - 1-motors jager  fra 1940'erne
- Heinkel He 111 – 2-motors bombefly – 2. verdenskrig
- Heinkel He 114 – 1-motors søfly – 2. verdenskrig
- Heinkel He 115 – 2-motors maritimt patruljefly – 2. verdenskrig
- Heinkel He 162 – 1-motors jetfly – 2. verdenskrig
- Heinkel He 177 Greif – 4-motors bombefly – 2. verdenskrig
- Heinkel He 178 – 1-motors jetfly/prototype – 2. verdenskrig
- Heinkel He 219 Uhu – 2-motors natjager – 2. verdenskrig

Efter 2. verdenskrig producerede fabrikken også kabinescootere.